# Beethovens Zehnte
Beethovens Zehnte (englischer Originaltitel: Beethoven's Tenth) ist eine englische Theaterkomödie in zwei Akten von Peter Ustinov.

## Handlung
Der englische Musikkritiker Stephen Fauldgate schreibt ein Buch über Ludwig van Beethoven, in dem er darüber spekuliert, wie dessen zehnte Sinfonie klänge, wenn es sie gäbe. Stephens 22-jähriger Sohn Pascal ist selbst Komponist, sein Vater hält ihn jedoch für talentlos und nimmt ihn nicht ernst. Nach der missglückten Uraufführung von Pascals vierter Sinfonie wird er von seiner Mutter Jessica sowie von dem österreichischen Au-pair-Mädchen Irmgard getröstet. Es kommt zum Streit, und Irmgard wünscht, Beethoven selbst könnte erscheinen und seine Meinung zu Pascals Werken und zu Stephens Buch sagen. Da klopft der seit 160 Jahren tote Beethoven tatsächlich an die Tür. Zunächst kann er mit niemandem kommunizieren, doch dann setzt der herbeigerufene HNO-Arzt Dr. Jagger ihm ein Hörgerät ein. Beethoven nistet sich bei der Familie ein und lässt sich ausgiebig bewirten.
Nachdem er mit Hilfe von Stephen die Tücken der modernen Technik (in Form von Stephens Plattenspieler) überwunden hat, kann der zu Lebzeiten ertaubte Beethoven große Teile seines Werks zum ersten Mal hören, wobei er nicht alle Werke wiedererkennt. Stephen legt ihm auch die Partituren von Pascals Sinfonien vor, und Beethoven stimmt mit ihm überein, dass Pascal nicht zum großen Komponisten geboren ist. Pascal hingegen erzählt Beethoven im Vertrauen, dass Stephen selbst ein gescheiterter Komponist war, bevor er Kritiker wurde. Und er zeigt Beethoven die Artikel, die Stephen über ihn geschrieben hat und die Beethoven als „kolossaler Mist“ bezeichnet. Im Gespräch mit Jessica erfährt Beethoven, dass sie eine Karriere als Sängerin für ihre Familie abgebrochen hat. Irmgard, eigentlich eine große Verehrerin von Beethovens Werk, verhält sich ihm gegenüber immer ablehnender, da er nicht weiß, was ein Au-pair ist, und sie für eine Prostituierte hielt.
Eines Morgens ist Beethoven verschwunden, die Familie sucht ihn, doch dann bringt ihn ein Priester zurück, in dessen Kirche er vor dem Trubel des modernen Lebens Zuflucht gesucht hatte. Stephen versucht, Beethoven Informationen zu entlocken, etwa über eine mögliche zehnte Sinfonie oder über die unsterbliche Geliebte – die Adressatin eines Beethoven-Briefes, über deren Identität die Fachwelt rätselt. Beethoven weicht diesen Fragen aus, doch dann erkennt er, dass er Irmgard bisher so schlecht behandelte, weil sie ihn an diese unerreichbare Geliebte erinnerte. Er ruft Irmgard zu sich, um sich bei ihr zu entschuldigen. Bei diesem Gespräch verrät sie ihm, dass sie in Pascal verliebt ist und ein Kind von ihm erwartet.
Beethoven verlässt die Familie wieder, und Pascal und Irmgard ziehen zusammen aus. Jessica erkennt, dass sie Pascal nicht länger bemuttern kann und dass sie und Stephen die Beziehung ihres Sohnes akzeptieren müssen. Auch Stephen und Jessica nähern einander wieder an – die Konflikte in der Familie scheinen, auch durch Beethovens Vermittlung, sich aufzulösen.

## Aufführungsgeschichte
Die Uraufführung des Stücks fand am 19. Mai 1983 im Vaudeville Theatre in London statt, die Erstaufführung in den USA war im April 1984 im Nederlander Theatre am New Yorker Broadway, jeweils unter der Regie von Robert Chetwin. Die deutschsprachige Erstaufführung (in der Übersetzung von Wulf Teichmann) war im Dezember 1987 im Schillertheater in Berlin, Regie führte Kurt Hübner. 1996 wurde das Stück beim Theaterfestival in Chichester gezeigt. In allen diesen Inszenierungen spielte Ustinov selbst die Rolle des Beethoven.
Eine französische Inszenierung unter dem Titel La dixième de Beethoven (in der Übersetzung von Yvan Varco) hatte 1985 am Pariser Théâtre de la Madeleine, Regie führte Philippe Rondest. Diese Inszenierung wurde vom Sender TF1 für das Fernsehen aufgezeichnet.
In der Berliner Inszenierung waren in weiteren Rollen Jürgen Thormann, Uta Hallant, Thomas Holländer, Verena Wengler, Klaus Jepsen und Eduard Wildner zu sehen. Sie wurde vom Sender Freies Berlin fürs Fernsehen aufgezeichnet und am 3. Juni 1988 zum ersten Mal gesendet. 2022 erschien die Aufzeichnung bei Pidax Film auf DVD.
Der ORF produzierte 1988 eine Hörspiel-Adaption des Stücks unter der Regie von Christian Lichtenberg.

## Rezeption
Die kritischen Rezensionen beschreiben die Handlung des Stücks als zu ziellos und den Humor als zu vorhersehbar.